# Oasi di Lacchiarella
Oasi di Lacchiarella este o arie protejată (arie specială de conservare — SAC, sit de importanță comunitară — SCI) din Italia întinsă pe o suprafață de 37 ha, integral pe uscat.

## Localizare
Centrul sitului Oasi di Lacchiarella este situat la coordonatele 45°19′33″N 9°10′15″E / 45.325833°N 9.170833°E.

## Înființare
Situl Oasi di Lacchiarella a fost declarat sit de importanță comunitară în iunie 1995 pentru a proteja 1 specie de plante și 34 de specii de animale. Situl a fost protejat și ca arie specială de conservare în iulie 2016.

## Biodiversitate
Situată în ecoregiunea continentală, aria protejată conține 2 habitate naturale: Păduri aluvionare cu Alnus glutinosa și Fraxinus excelsior (Alno-Padion, Alnion incanae, Salicion albae), Păduri de stejar sau de stejar și carpen sub-atlantice și medio-europene de Carpinion betuli.
La baza desemnării sitului se află mai multe specii protejate:
- plante (1): Marsilea quadrifolia
- păsări (33): uliu păsărar (Accipiter nisus), lăcar mare (Acrocephalus arundinaceus), lăcar-de-lac (Acrocephalus scirpaceus), pescăruș albastru (Alcedo atthis), rață pitică (Anas crecca), stârc galben (Ardeola ralloides), Bubulcus ibis, șorecarul comun (Buteo buteo), sticlete (Carduelis carduelis), Cettia cetti, erete de stuf (Circus aeruginosus), erete vânăt (Circus cyaneus), Dryobates minor, egretă mică (Egretta garzetta), presură de stuf (Emberiza schoeniclus), șoim călător (Falco peregrinus), vânturel roșu (Falco tinnunculus), muscar negru (Ficedula hypoleuca), Hippolais polyglotta, capîntortură (Jynx torquilla), sfrâncioc roșiatic (Lanius collurio), sfrâncioc mare (Lanius excubitor), privighetoare (Luscinia megarhynchos), muscar sur (Muscicapa striata), stârc de noapte (Nycticorax nycticorax), grangur (Oriolus oriolus), ciocănitoarea verde (Picus viridis), pițigoi-pungar (Remiz pendulinus), mărăcinar negru (Saxicola torquatus), țiclete (Sitta europaea), scatiu (Spinus spinus), silvie cu cap negru (Sylvia atricapilla), silvie de câmp (Sylvia communis)
- amfibieni (1): Rana latastei

Pe lângă speciile protejate, pe teritoriul sitului au mai fost identificate 9 specii de plante, 2 specii de amfibieni, 12 specii de mamifere, 3 specii de reptile.